# ペーター・ヘルマン
ペーター・ヘルマン（Peter Herrmann　1941年1月25日- ）はドイツの柔道選手。階級は軽重量級。段位は9段。

## 人物
西ドイツの選手として、1966年のヨーロッパ選手権軽重量級で2位になると、1967年には優勝した。さらに世界選手権では軽重量級と無差別でともに3位に入った。1968年のヨーロッパ選手権では2連覇を達成した。1969年の世界選手権では決勝まで進むも、笹原富美雄に内股の技ありで敗れて2位だった。1972年のミュンヘンオリンピックには出場できなかった。引退後はオーストラリアナショナルチームで指導者として長年携わっていた。

## 主な戦績
- 1963年 - ヨーロッパ選手権　無段の部　3位
- 1965年 - ポーランド国際　優勝
- 1966年 - ポーランド国際　優勝
- 1966年 - ヨーロッパ選手権　2位
- 1967年 - ヨーロッパ選手権　優勝
- 1967年 - 世界選手権　軽重量級　3位　無差別　3位
- 1968年 - ヨーロッパ選手権　優勝
- 1969年 - 世界選手権　2位
- 1969年 - ドイツ国際　優勝